# Ivan Ivanovič Kozlov
Ivan Ivanovič Kozlov (Mosca, 22 aprile 1779 – San Pietroburgo, 11 febbraio 1840) è stato un poeta russo.

## Biografia

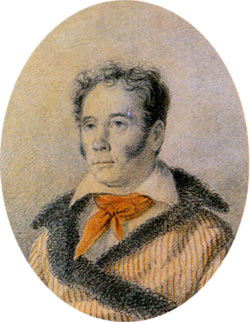
Ivan Kozlov

Figlio di un nobile segretario di stato di Caterina II di Russia, Kozlov svolse da giovane l'attività militare, nel 1795 fu promosso guardiamarina, e tre anni dopo entrò nel servizio civile.
Nel 1809 Kozlov sposò Sofija Andreevna Davydova, dalla quale ebbe un figlio, Ivan, e una figlia, Aleksandra. 
Nel 1812 lavorò alla commissione per la formazione della milizia moscovita e per qualche anno svolse attività impiegatizia, fino a quando, nel 1818, fu colpito da paralisi e perse gradualmente la vista, diventando cieco nel 1821. Il suo amico e poeta Vasilij Žukovskij, testimoniò la grande forza e pazienza con cui sopportò la sua sfortuna, oltre che il profondo conforto che trovò nell'ispirazione poetica e nella fede in Dio.
Kozlov morì il 30 gennaio 1840 e fu sepolto nel cimitero Tichvin a San Pietroburgo, vicino alla tomba di Žukovskij.

## Stile, pensiero e poetica
Esordì con il poemetto Černec ("Il monaco") nel 1825, il cui protagonista perde tragicamente la famiglia, ottenendo grande consenso e successo, sia per l'influenza byroniana sia per l'intensa emozione e la totale partecipazione che suscitarono le sue liriche, intrise di una consapevole sofferenza. Le sue opere si caratterizzarono per la fedele rappresentazione dell'esperienza emotiva, per i toni mistici, romantici e il senso di tristezza. Tra le tematiche approfondite da Kozlov vi fu l'amore per la libertà, il linguaggio segreto della natura e i suoi sussurrii miracolosi.
Le sue successive opere, intitolate Knjaginja Natal'ja Dolgorukaja ("La principessa Natal'ja Dolgorukaja", 1828), basata sul tema della sventura sentimentale delle nobildonne e Bezumnaja ("La folle", 1830), confermarono le sue capacità liriche.
Tra le composizioni più significative si possono menzionare i celebri Večernyj zvon ("Scampanio della sera") e Venecianskaja noch ("Notte veneziana"), ritenuti alcuni dei capolavori del Romanticismo russo, oltre che K Svetlane ("A Svetlana", 1821), tuttora popolari grazie alla loro freschezza e melodiosità.
Kozlov fu molto stimato e considerato dai suoi colleghi coetanei, quali Puškin, Žukovskij, Baratynskij, sia come poeta sia come traduttore.
Kozlov fu un uomo erudito, conoscendo numerose lingue straniere, tra le quali il francese e l'italiano fin da bambino, e in seguito l'inglese, il tedesco e il polacco. Dimostrò di aver una ottima memoria, che gli consentì di ricordare a memoria l'intera produzione di Byron, le poesie di Scott, le migliori opere di Shakespeare, di Racine, di Dante, oltre che tutto il Vangelo.
Tradusse dal polacco Mickiewicz, dall'inglese Byron, Moore, Wordsworth, dal francese Lamartine, Chenier, dall'italiano sonetti del Petrarca, una parte della Gerusalemme liberata, dell'Orlando furioso, Ermengarda morente dall'Adelchi manzoniano e altri. La sua traduzione di These Evening Bells di Moore divenne la base di una famosa canzone russa.

## Opere principali
- Пленный грек в темнице ("Prigioniero greco in prigione");
- К другу В.А Жуковскому ("Per un amico V. A. Zhukovsky");
- Венгерский лес ("La foresta ungherese");
- Крымские сонеты ("Sonetti di Crimea");
- Молодой певец ("Il giovane cantante");
- Байрон ("Byron");
- Киев ("Kiev");
- Плач Ярославны ("I lamenti di Yaroslavna");
- Княгиня Наталья Борисовна Долгорукая ("La principessa Natal'ja Dolgorukaja", 1828);
- К П. Ф. Балк-Полеву ("A P. F. Balk-Polev");
- Обетованная земля ("La terra promessa");
- Пловец ("Nuotatore");
- Чернец ("Il monaco", 1825);
- Тайна ("Il segreto");
- Бренда ("Brenda");
- Отплытие витязя ("La partenza del cavaliere");
- Безумная ("La folle", 1830);
- Обманутое сердце ("Cuore ingannato");
- Тревожное раздумье ("Meditazione inquietante");
- Песня ("La canzone");
- Разбитый корабль ("La nave rotta", 1832).